# 阿乌尼站
阿乌尼站是位于内蒙古自治区呼伦贝尔市根河市阿乌尼的一个铁路车站，邮政编码22363。车站建于1966年，有牙林铁路经过该站，现办理客货运业务。车站距离牙克石427公里，隶属哈尔滨铁路局，是四等站。